# Gouvernorat d'Al Buraymi
Al Buraymi (arabe : البريمي) est un gouvernorat d'Oman. Il est créé en octobre 2006 à partir des wilayas d'Al Buraymi et de Mahdah. Par la suite, une troisième wilaya, Al Sinaihah, fut créée avec des parties des deux autres.
La réforme du 28 octobre 2011 établit trois wilayas : Al Buraymi, Mahdha, Al Sumayni.

## Description
La ville d'Al Buraymi est une oasis au nord-ouest du pays, à la frontière avec les Émirats arabes unis ; de l'autre côté de la frontière se trouve la ville d'Al-Aïn, dans la même oasis. Pendant longtemps, la frontière était ouverte. En 2006, cette frontière a été déplacée de 8 kilomètres, près d'Hilli, et elle est maintenant limitée à ceux qui possèdent un visa valide pour les pays du Conseil de coopération du Golfe.

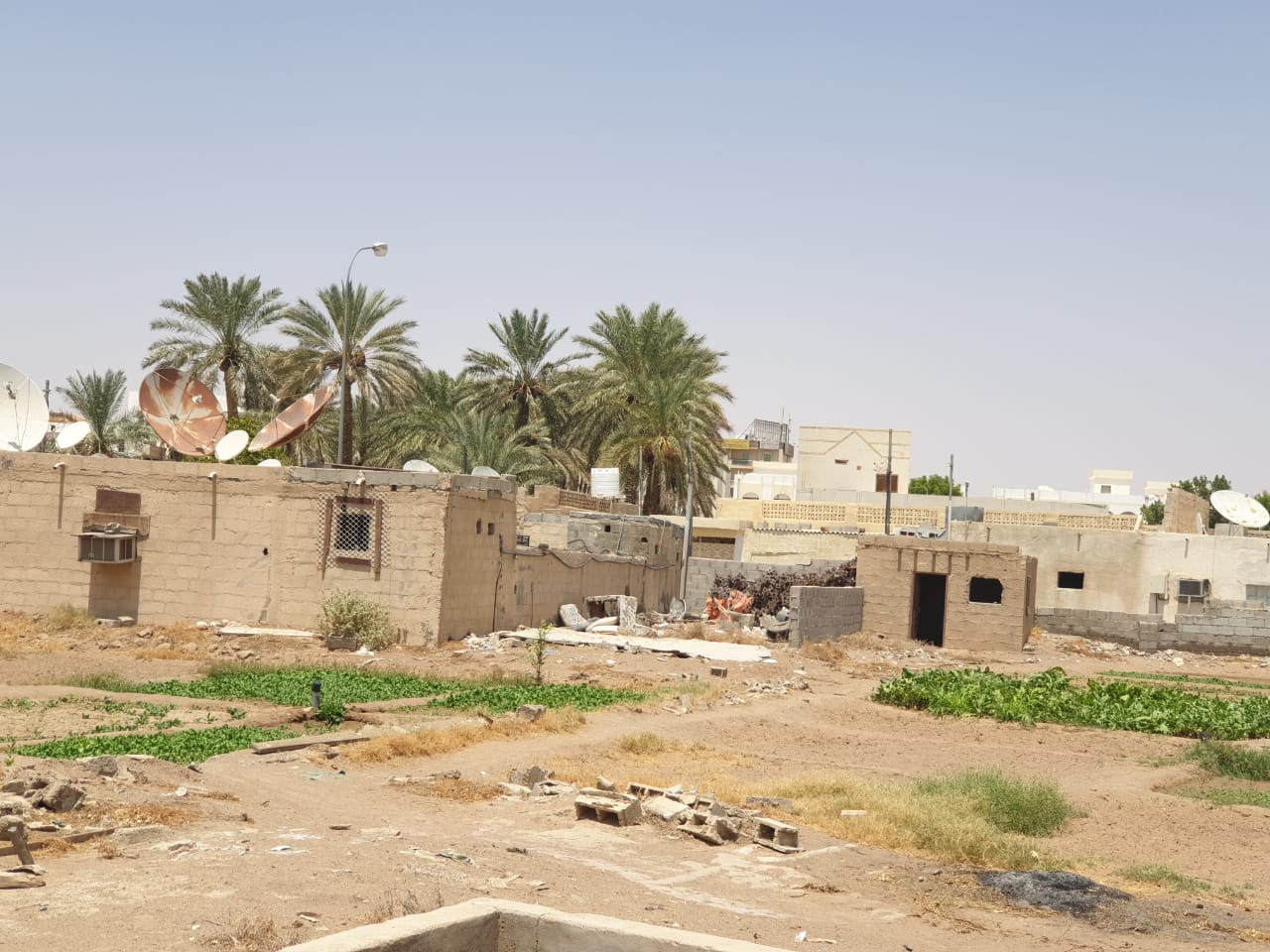
Un quartier de l'Oasis Al Buraymi
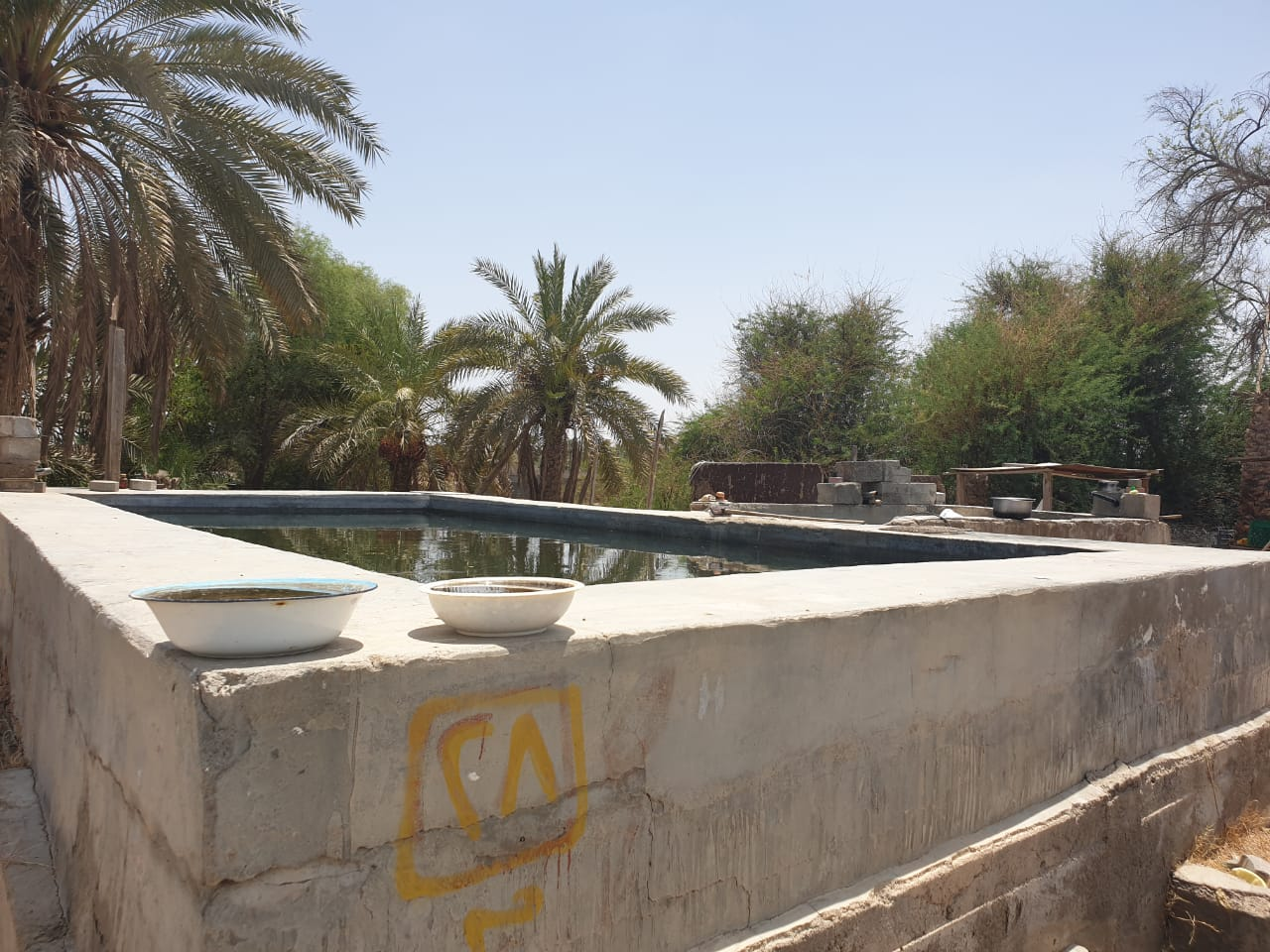
Retenue d'eau de l'oasis

## Géographie
L'environnement de la région diffère beaucoup de celui d'Al-Aïn : il est principalement constitué de grandes plaines ouvertes et de rochers pointus. Dans ces plaines rocheuses poussent des acacias (appelés Samr) et des Prosopis cineraria (appelés Ghaf).
La ville d'Al Buraymi est considérablement plus petite et moins influente que sa voisine Al-Aïn. Auparavant, il était courant que les Émiratis investissent dans une villa à Al Buraymi du fait de la différence de prix. Mais, depuis le déplacement de la frontière, ils sont repartis habiter à Al-Aïn, pour ne pas avoir à attendre à la frontière.

### Climat
Le climat de Al Buraymi est désertique (BWh dans la classification de Köppen).
| Mois                              | jan. | fév. | mars | avril | mai  | juin | jui. | août | sep. | oct. | nov. | déc. | année |
| --------------------------------- | ---- | ---- | ---- | ----- | ---- | ---- | ---- | ---- | ---- | ---- | ---- | ---- | ----- |
| Température minimale moyenne (°C) | 11,4 | 13,6 | 16,5 | 20,6  | 24,6 | 27,3 | 29,8 | 30,1 | 27   | 22,4 | 17,2 | 13,4 | 21,2  |
| Température moyenne (°C)          | 17,5 | 19,9 | 23,4 | 28,4  | 33,1 | 35,5 | 36,9 | 36,9 | 34   | 29,7 | 24,1 | 19,7 | 28,8  |
| Température maximale moyenne (°C) | 23,6 | 26,2 | 30,3 | 36,2  | 41,5 | 43,7 | 43,9 | 43,7 | 41   | 36,9 | 31   | 26   | 35,3  |
| Précipitations (mm)               | 20,4 | 15,2 | 15,7 | 6,2   | 4,1  | 2,4  | 11,7 | 2,7  | 2    | 0,3  | 0    | 14,2 | 94,9  |

## Culture
Comme dans le reste du pays, on trouve dans la région beaucoup de forts anciens, dans des états de conservation variables. La plus grande mosquée est Majid Qaboos. On trouve également dans la vallée à l'est de la ville d'Al Buraymi de nombreux fossiles d'animaux datant de la période préhistorique.

## Histoire
Déjà, lorsque les tribus Azd occupaient la région au VIIe siècle, Al Buraymi faisait partie d'Oman. Vers 700, la ville fut abandonnée. La tribu Al Nuaimi, autochtone du lieu, s'est mise à rebâtir la ville entre 1800 et les années 1950. Elle n'eut que deux dirigeants[Quand ?] Sheikh Sultan bin Mohamed bin Ali al-Hamood al Qurtasi al Naimi, puis Sheikh Saqer bin Sultan bin Mohamed al Hamood al Qurtasi al Naimi. 